# تل عقاب
تل عقاب هي مستوطنة قديمة في بلاد ما بين النهرين تقع في شمال شرق سوريا ، وتحتل من فترة الحلف الأولى (حوالي 6000 قبل الميلاد) إلى 3800 قبل الميلاد. تقع على الحافة الشمالية لسهل خابور بالقرب من منابع روافد خابور الفرات ، على بعد 6 كم شمال بلدة عامودا في محافظة الجزيرة . وهو واحد من المواقع القليلة التي تحتوي على مواد تتعلق بالفترة الانتقالية في حلف- عبيد، 5500–5000 قبل الميلاد.

## البحوث الأثرية
تشير خصائص وتحليل الفخار في تل عقاب إلى أن نسبة كبيرة منه غير محلية وأن هناك مستوى مرتفع من النشاط التجاري مع مركز الإنتاج القريب من تل شاغربازار ، على بعد حوالي 15 كم جنوب غرب تل عقاب .
أظهر الفحص المجهري للخزف العُبيدي لـ تل عقاب أن المزاج قد أضيف إلى الطين من جميع الأواني التي تم تحليلها . المزاج غير موجود في أي من أواني الحلف المطلية في تل عقاب .
إن وجود أصداف بحرية في تل عقاب يدل على صلات أبعد من ذلك، إلى البحر الأبيض المتوسط أو البحر الأسود المجاورة. تم العثور على مسح لتوزيع المحار في «بحار تركيا» ، لا C. zizyphinum ولا N. circumcuntus في البحر الأسود أو بحر مرمرة ، ولكن تم العثور على كليهما في البحر الأبيض المتوسط وبحر ايجه .
وقد تم تحديد المرحلة الانتقالية التدريجية للحلف - عبيد في تل عقاب . كما تم تحديد هذا التحول التدريجي في مواقع أخرى في سوريا .